# Steatoda nobilis
Steatoda nobilis — павук із роду Steatoda, відомий у Сполученому Королівстві як благородна псевдовдова, оскільки зовні схожа на чорну вдову та інших павуків із роду Latrodectus, і їх часто приймають за чорну вдову. Steatoda nobilis часто називають псевдовдовою, хоча цей термін є більш загальним, що застосовується до ширшої групи видів із такою схожістю. Це помірний з медичної точки зору павук, більшість укусів викликає симптоми, схожі на укус бджоли чи оси. Деякі укуси можуть завдати значної шкоди, частково через патогенні бактерії павуків.
S. nobilis помічають цілий рік, як у приміщенні, так і на відкритому повітрі в різноманітних середовищах існування, включаючи кактуси, вирубки на узбіччях доріг і знесені будівлі. Павуки полюють як на безхребетних, так і на дрібних хребетних, використовуючи стратегію «атаки», коли жертву обертають шовком.
Steatoda nobilis походить з Мадейри та Канарських островів, звідки, як вважають, поширився в Європу і продовжив поширюватися в інших частинах світу, включаючи Сполучені Штати, Чилі та Колумбію. Вони вважаються одними з найбільш агресивних видів павуків у світі.

## Опис
Steatoda nobilis має коричневе цибулинне черевце з плямами кремового кольору, які часто порівнюють із формою черепа. Ноги червонувато-помаранчеві. І самиць, і самців S. nobilis можна відрізнити від інших павуків того ж роду за великим розміром і типовим забарвленням. Самиці мають розміри від 9,5 до 14 мм, а самці — від 7 до 11 мм. Вважається, що зміна розміру, форми та відміток, які спостерігалися, не є результатом розташування. Павуки, знайдені на відстані сантиметрів один від одного, і родичі, народжені з одного яєчного мішка, можуть виглядати дуже по-різному.
Самці та самиці молодих павуків не відрізняються один від одного.

## Дієта
Steatoda nobilis використовує ефективну стратегію «атаки», щоб знерухомити потенційну здобич або хижаків, тобто вони знаходяться в тісному контакті зі своєю жертвою/хижаком. Здобич ловлять у типовому для терідідів способі, де шовк обертається навколо жертви за допомогою четвертих ніг павука, що дозволяє павуку вкусити жертву. Їхня отрута дозволяє їм знерухомити здобич, викликаючи параліч. Було виявлено, що S. nobilis кусає комах і павуків, що спричиняє швидке зниження рухової функції, швидше за все, через виділення отрути. Їхня сильнодіюча отрута дозволяє їм захоплювати хребетних, набагато більших за них самих; було помічено, що павук харчується нетопирами. В Ірландії спостерігали, як вони їдять мокриць і рептилій. Спостерігається, що всі потреби S. nobilis в рідині надходять від його здобичі. У лабораторіях вони, здається, процвітають без води та в надзвичайно сухих умовах.

## Павутина
Як і інші представники родини Theridiidae, Steatoda nobilis будує павутину, яка є неправильним клубком липких шовкових волокон. Каркасне полотно відрізняється від інших представників роду винятковою міцністю шовку та трубчастим відступом, який принаймні частково прихований у глибокій тріщині чи дірі. Вони створюють тривимірну павутину. Павутина розвивається повільно, починаючи як типова заплутана павутина терідіїд і поступово набуває характерної форми протягом кількох днів. Вони мають поганий зір і здебільшого залежать від вібрацій, які доходять до них через павутину, щоб орієнтуватися на здобич або попередити про більших тварин, які можуть їх поранити або вбити.

## Тривалість життя
Павуки S. nobilis мають високу довговічність, тривалість життя до п’яти років. Вони мають швидку репродуктивну швидкість і холодостійкі з цілорічною активністю.
Дорослі самки спостерігаються як довгожителі та наполегливі. Повідомлялося, що одна доросла самка S. nobilis прожила в неволі майже п’ять з половиною років.